# Sky Sentinel
Sky Sentinel (с англ. — «Воздушный страж») — беспилотный летательный аппарат (дирижабль), предназначенный для наблюдения с воздуха.
Высота полета до 3 000 м., длительность — до 18 часов. Полезная нагрузка весом до 140 кг. Длина 30 м; содержание  гелия  740 куб. м..